# ANNE FRIENDS
『ANNE FRIENDS』（アンネフレンズ）は、町田ひらくによる漫画作品。

## 概要
2003年3月19日発行。コアマガジン。黒髪少女の美を追求する町田ひらくには珍しい外国少女もの。彼にとって外国少女ものは初めてというわけではなく、以前に『Alice Brand』（'98）という単行本を出していた。